# 諸宮調
諸宮調是中國於北宋出現的一種說唱文學或敘事韻文，起源於北宋，興盛於南宋，進入元朝後漸與元朝當時更受歡迎的體裁融合。

## 起源
諸宮調或源自山西。北宋後期，諸宮調由山西澤州人孔三傳在開封首創。現存《劉知遠諸宮調》在山西平陽刊印，《劉知遠諸宮調》和《西廂記諸宮調》故事都發生在今山西境內，其押韻均屬山西方言。故調宮調或起源於山西。

## 流傳
北宋後期，孔三傳在開封的瓦肆勾欄中演出諸宮調，頗為流行，「士大夫皆能誦之」。宋室南渡，諸宮調由南遷的藝人帶到南方。南宋時，臨安有男女藝人效法孔三傳，演出諸宮調；其他大城市中，也偶有女子以諸宮調賣藝維生。入元後，諸宮調曾在忽必烈宮中演出。
諸宮調消亡於14世紀，無人演出，作品逐漸散佚。明代重刊《西廂記諸宮調》時，題目已不用「諸宮調」之名。

## 體製
諸宮調採用不同的宮調與曲子，合成一組，加插說白，說故事與唱曲合而為一，從而講唱故事。以《西廂記諸宮調》為例，共用15宮調，129曲子。
諸宮調開首有開場詩。早期諸宮調的曲子，採用詞的兩片結構，套數組織較簡單，多由一支雙片曲子與一支結朿曲組成。後期諸宮調，曲子則多採用曲的單片結構，套數組織轉趨繁複。
諸宮調中的套數，包含一支或一支以上的曲和一支「尾」。（若套數中只有一支曲時，這支往往是雙片曲。）「尾」的發明是諸宮調的主要特點。諸宮調的「尾」必由三句七言詩組成，句句押韻。最後一句往往是點明題旨、引人發笑的妙語。

## 作品
孔三傳的諸宮調，以「靈怪」和譏誚諷刺讀書人為主題，題目失傳。今可考諸宮調僅有4部：《劉知遠諸宮調》、董解元《西廂記諸宮調》、「雙漸小卿」及王伯成《天寶遺事諸宮調》。

### 《劉知遠諸宮調》
《劉知遠諸宮調》作者不詳，原有12卷，今存5卷，1907-1908年間由俄國考古探險隊在張掖發現。
故事講述劉知遠由貧賤而發跡，位至九州安撫使，夫婦兄弟子母團圓。作品文風俚俗，語言明顯帶北方方言特色。

### 《西廂記諸宮調》
《西廂記諸宮調》簡稱《董西廂》，約撰於12世紀晚期，長約5萬字，故事改編自唐傳奇《鶯鶯傳》，作者題「董解元」。「解元」可指未出仕的士人或職業藝人。在元代，董解元以為人樂天知命、恬靜閑適而著名，有兩部雜劇以董解元為主角。
《董西廂》文字熟練，人物描寫繪影繪聲，深刻精細，內容講述張生與崔鶯鶯的愛情故事，故事中人的愛情衝破禮法藩籬，其婚姻卻又建立在門第功名之上，反映士大夫的思想。
《董西廂》現存最古版本刊於1557年，是現存唯一一部完整的諸宮調。

### 雙漸小卿
此諸宮調原名不詳，12世紀中張五牛原著，13世紀中期商道（1190？－？）改編，今佚，情節講述書生雙漸和名妓蘇小卿的愛情故事。雙漸與蘇小卿山盟海誓，鴇母卻將蘇小卿賣給富商，雙漸高中科舉後攜蘇小卿逃走，團聚結合。

### 《天寶遺事諸宮調》
作者元代涿州人王伯成，成書於13世紀後半期，今無完帙，部份曲子輯入明代的《雍熙樂府》。這部諸宮調中曲子與套數的排列，與元代雜劇分別不大。

### 其他殘篇
南宋戲曲《張協狀元》的開場詩自稱為諸宮調，但這部戲曲沒有諸宮調的一般特徵。後世把《張協狀元》劃為南戲（或稱戲文），而只有其開場詩部份被視為諸宮調的殘篇。

## 演出
諸宮調多在大都市的娛樂場所「瓦肆勾欄」中演出，男女藝人以此賣藝維生，演出時一人講唱。明代時有官員家中唱《董西廂》，則數十人輪唱。
諸宮調唱曲，以用鼓、鑼、板或琵琶伴奏。作品卷中或每卷之末，往往都製造懸念。演出時，往往在懸念處暫停，以便演員將周圍的聽眾吸引過來。

## 翻譯
《董西廂》英譯本由陳荔荔譯出，1976年於劍橋出版；荷蘭文譯本由Wilt L. Idema（伊維德）譯出，1984年於阿姆斯特丹出版。